# Dorfkirche Zernitz

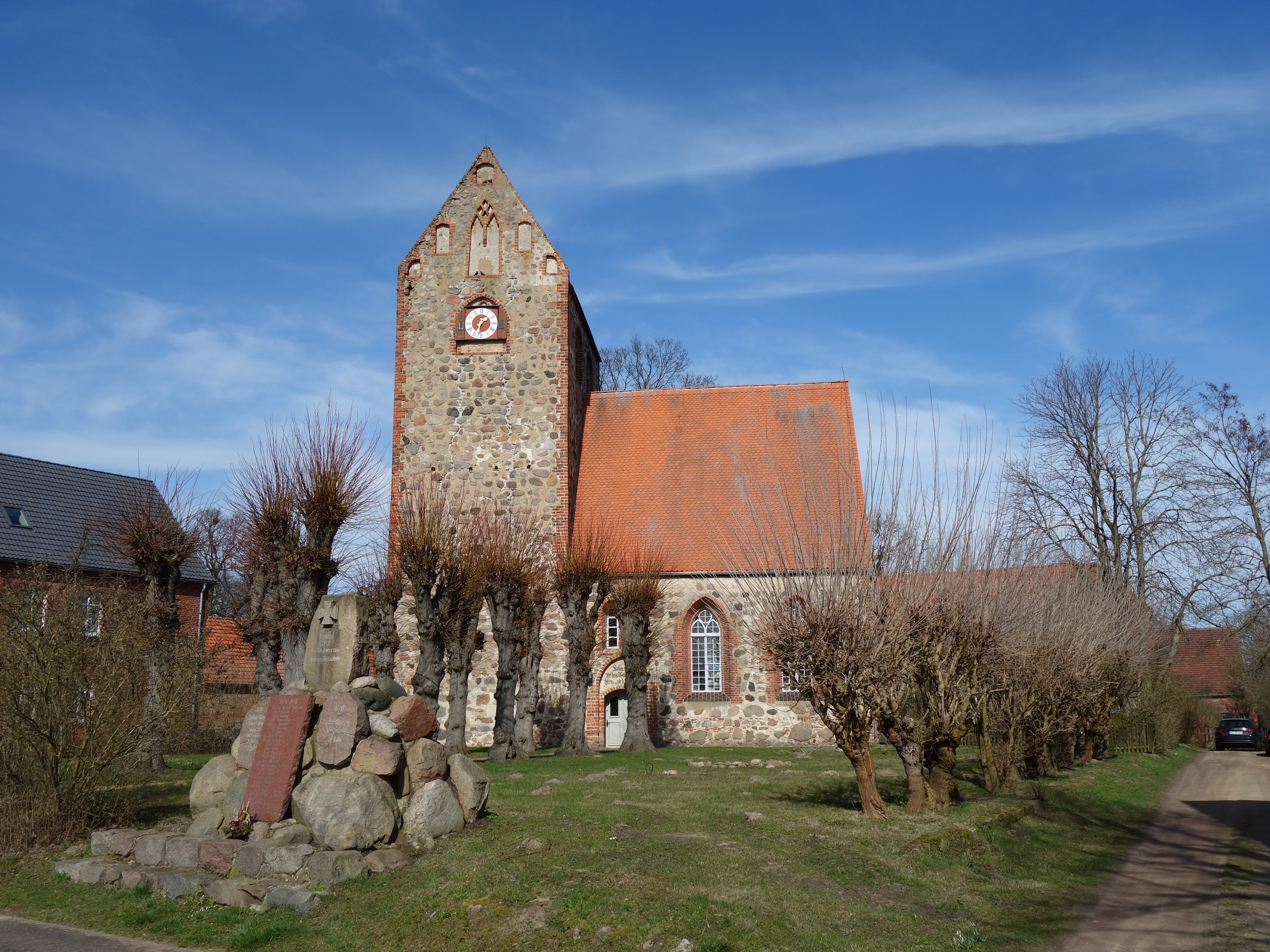
Dorfkirche Zernitz

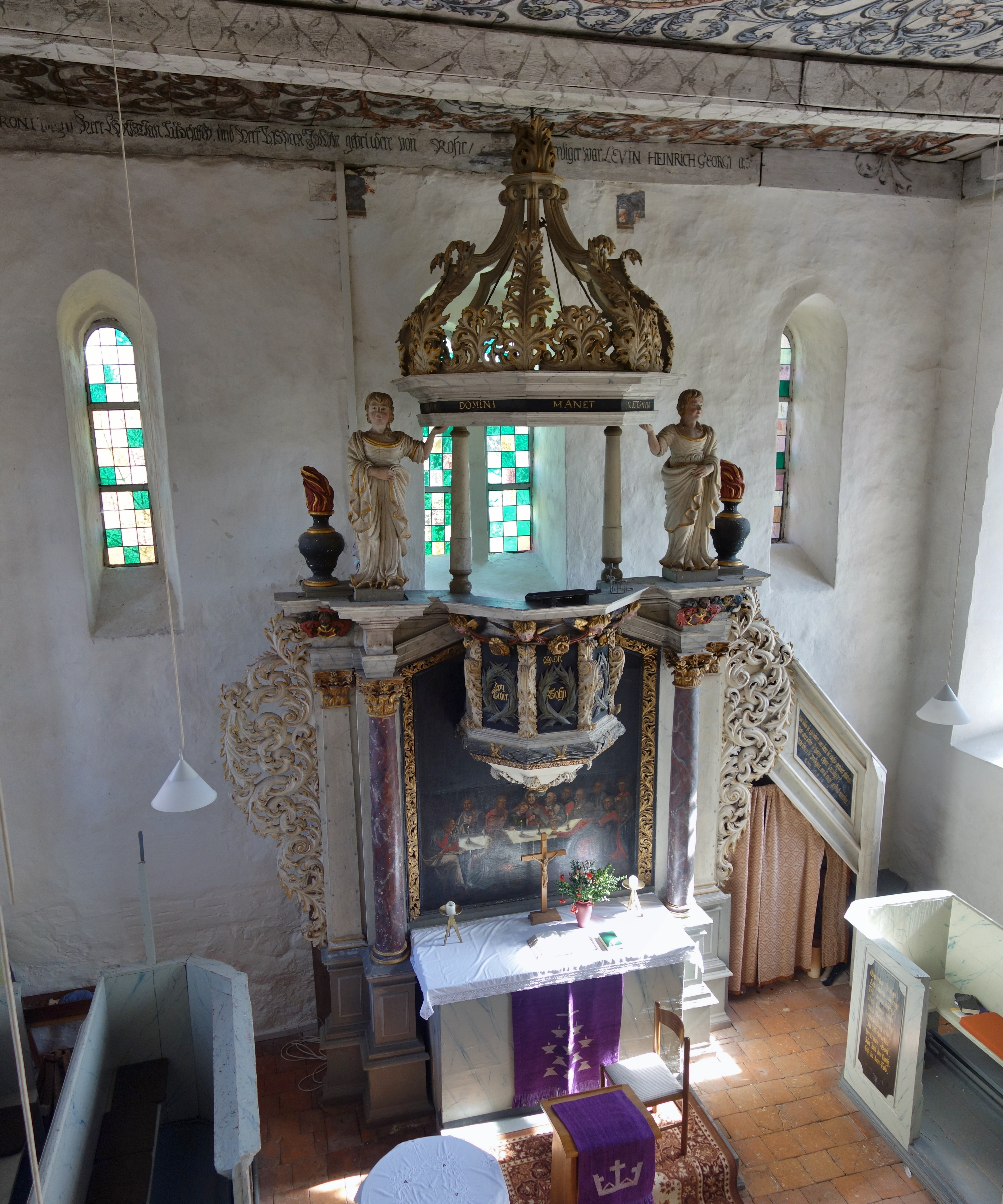
Altar

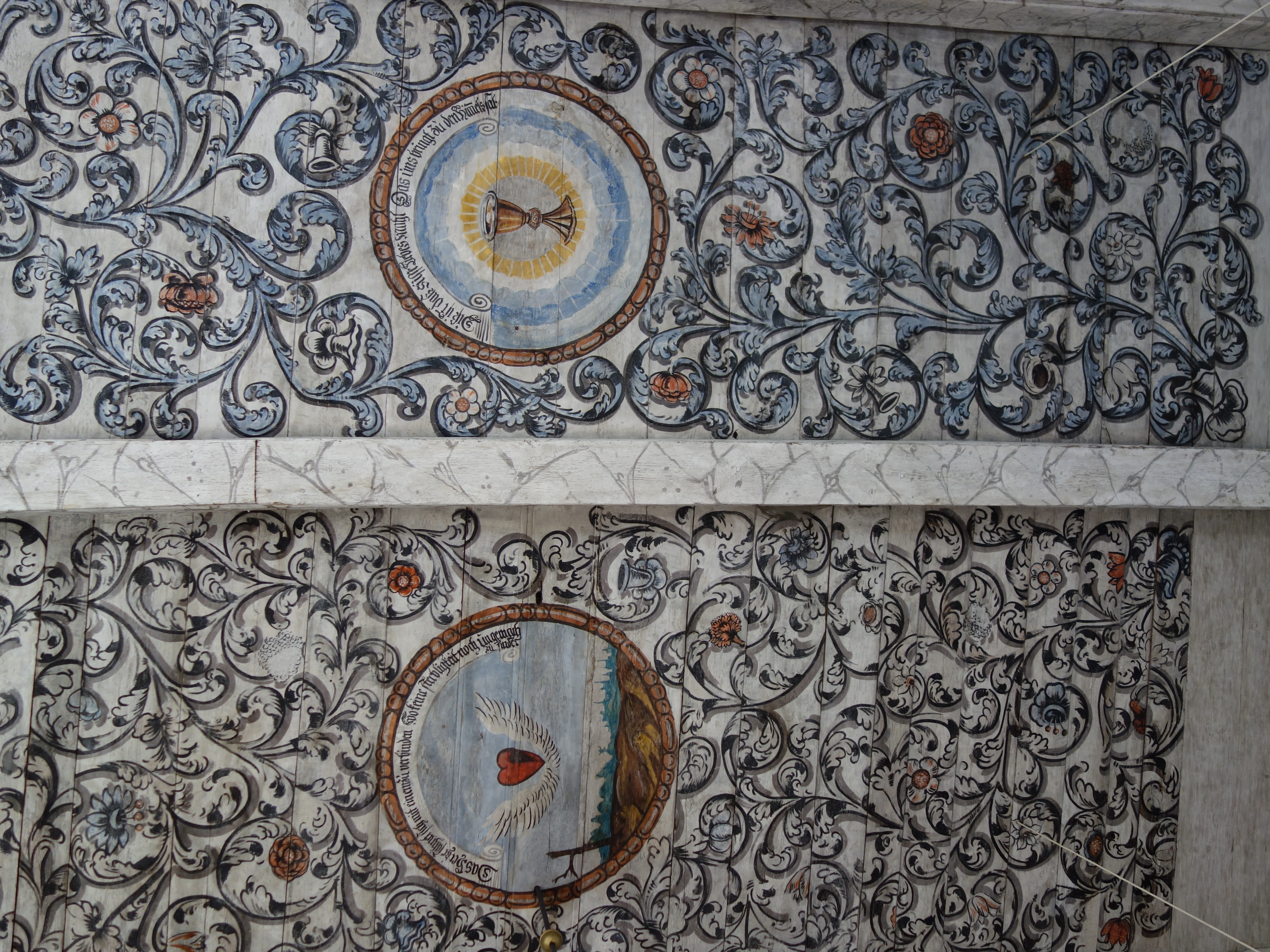
Bemalte Balkendecke

Die evangelische Dorfkirche Zernitz ist eine Feldsteinkirche aus gotischer Zeit im Ortsteil Zernitz der Gemeinde Zernitz-Lohm im Landkreis Ostprignitz-Ruppin in Brandenburg. Sie gehört zum Pfarrsprengel Zernitz im Kirchenkreis Prignitz der Evangelischen Kirche Berlin-Brandenburg-schlesische Oberlausitz.

## Geschichte und Architektur
Zernitz ist seit 1324 Pfarrort. Im Jahr 1541 wurde die Reformation eingeführt. Von 1600 bis 1977 war Holzhausen Tochtergemeinde von Zernitz, seit 1997 sind Lohm und Roddahn Filialgemeinden. Die Pfarrerliste umfasst von 1538 bis zur Gegenwart lückenlos 21 Namen. Das Patronat hatten bis 1945 die Gutsherren von Holzhausen.
Die Dorfkirche Zernitz ist ein kurzer rechteckiger Feldsteinbau mit Westquerturm, der dendrochronologisch auf 1459/63 datiert wurde. Die Kanten und Öffnungen wurden in Backstein gemauert. Ein stichbogiges Südportal in überhöhter Spitzbogenblende mit darüber angeordnetem Spitzbogenfenster erschließt das Bauwerk, die übrigen Schiffsfenster wurden 1898 vergrößert. Weitgehend unverändert ist die Ostwand mit gekuppeltem Stichbogenfenster zwischen zwei Spitzbogenfenstern; im Giebel sind gestaffelte Stichbogenblenden angeordnet. Innen vermitteln zwei Spitzbogenöffnungen zwischen Turm und Schiff. Das Innere ist durch eine Balkendecke um 1700 abgeschlossen, die reich mit Rankenwerk bemalt ist, in der Mitte christliche Symbole zeigt und 1967 restauriert wurde. Die Westempore wurde um 1800 beim Einbau der von vier toskanischen Säulen getragenen Orgel verändert.

## Ausstattung
Das Hauptstück der Ausstattung ist ein Kanzelaltar mit großem Abendmahlsgemälde aus dem Jahr 1722. Der polygonale Kanzelkorb ist mit Puttenköpfen und Palmzweigkartuschen versehen, seitlich sind Säulen und Akanthuswangen angeordnet; der kronenartige Schalldeckel wird von zwei Engeln gestützt (ähnlich wie in der Kirche von Groß Woltersdorf). Das Werk wird Heinrich Joachim Schultz aus Havelberg zugeschrieben, ebenso der fragmentarisch erhaltene Taufengel vom Anfang des 18. Jahrhunderts, der 2007 restauriert wurde. Er besitzt eine weiß-blau-goldene Farbfassung und ähnlich dem Werk in Plänitz. Das Pastoren- und Gemeindegestühl stammt aus dem 18. Jahrhundert. Ein gusseisernes Kreuz erinnert an J. F. Georgi († 1825).
Die Orgel ist ein Neubau von 1910 von Faber [&] Greve, Salzhemmendorf mit 2 Manualen und 19 Registern, 1918 erfolgte ein Umbau durch Rudolf Piper aus Wittenberge.